# كارينا (مغنية)
كارينا (بالإسبانية: Karina)‏ هي مغنية إسبانية، ولدت في 4 ديسمبر 1943 في خاين في إسبانيا.

## وصلات خارجية
- كارينا على موقع IMDb (الإنجليزية)
- كارينا على موقع ميوزك برينز (الإنجليزية)
- كارينا على موقع أول ميوزيك (الإنجليزية)
- كارينا على موقع ديسكوغز (الإنجليزية)
- كارينا على موقع ديسكوغز (الإنجليزية)
- كارينا على موقع قاعدة بيانات الفيلم (الإنجليزية)